# Anatol Krasouski

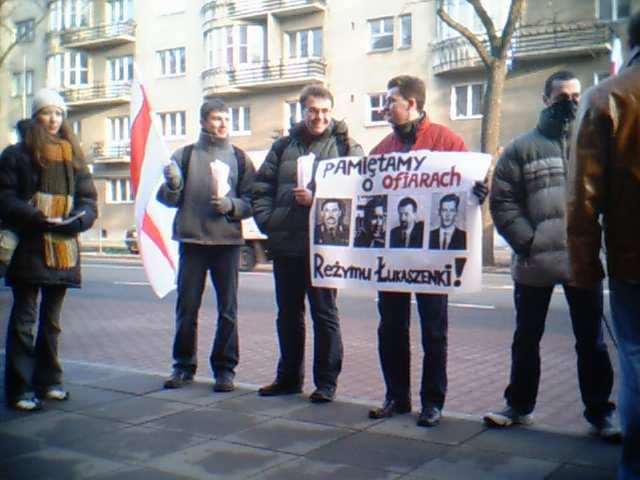
Demonstranci w Warszawie z portretami białoruskich zaginionych, 10 grudnia 2003 roku. Portret Anatola Krasouskiego drugi z prawej

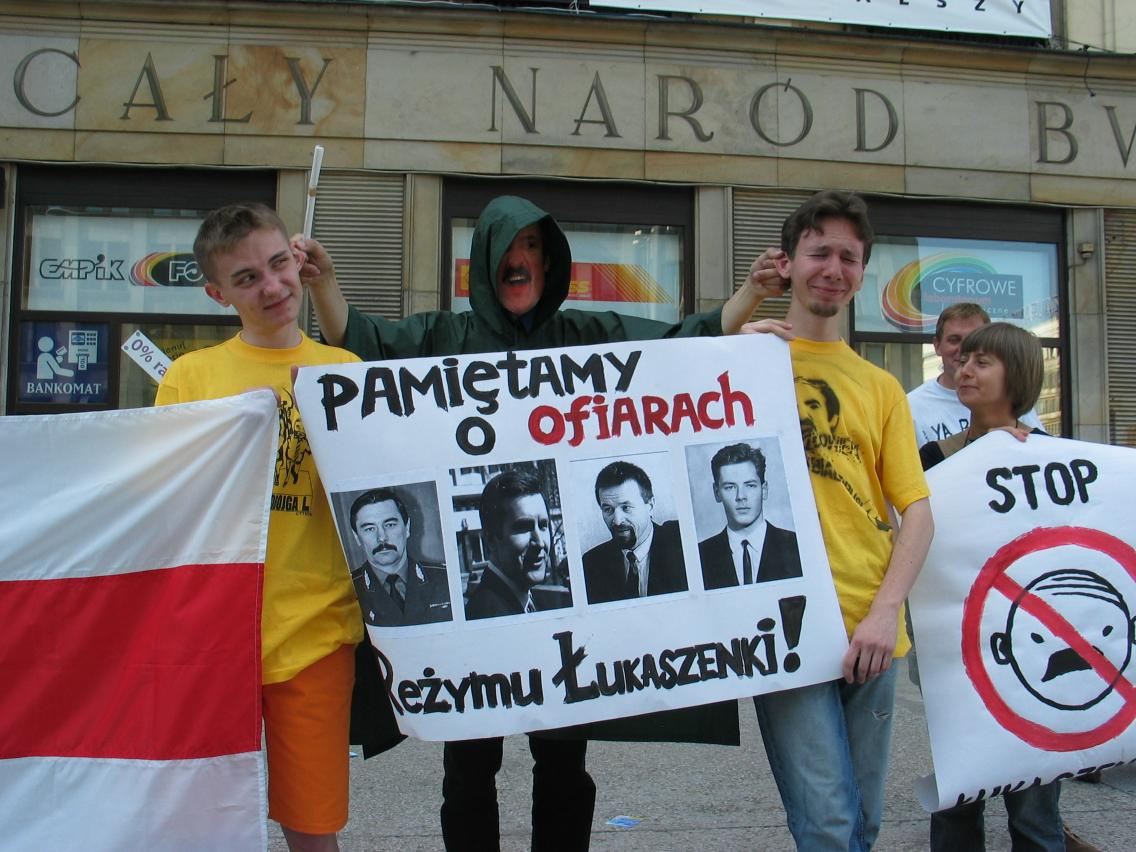
Happening w Warszawie przypominający o zaginionych, 7 lipca 2004 roku

Anatol Krasouski (ros. Анатолий Степанович Красовский, biał. Анатоль Красоўскі, ur. 17 maja 1952 w Krupkach, zaginiony 16 września 1999 roku) – białoruski biznesmen, pedagog, polityk opozycyjny.
Był wydawcą kilku gazet. Krasouski wraz z Wiktarem Hanczarem publicznie krytykowali Aleksandra Łukaszenkę za sfałszowanie wyników referendum z 1996 roku, rozszerzającego uprawnienia prezydenta. 16 września 1999 roku wraz z Hanczarem został porwany. Zdaniem opozycji za porwaniem stał, działający na zlecenie Aleksandra Łukaszenki, Specjalny Oddział Szybkiej Reakcji pułkownika Dzmitryja Pauliczenki.
W 2000 roku szef Ministerstwa Spraw Wewnętrznych Uładzimir Nawumau otrzymał od generała Mikałaja Łapacika sprawozdanie, w którym znajdowała się informacja, że za porwaniem stali Dzmitryj Pauliczenka oraz poprzedni szef Ministerstwa Spraw Wewnętrznych Juryj Siwakou i Wiktar Szejman, który w 2000 roku objął stanowisko prokuratora generalnego.
Na początku XXI wieku specjalny wysłannik Zgromadzenia Parlamentarnego Rady Europy Christos Purgurides prowadził śledztwo dotyczące zaginięcia białoruskich opozycjonistów, w tym Krasouskiego. W raporcie Purgurides stwierdził, że za zaginięciami odpowiada Specjalny Oddział Szybkiej Reakcji pułkownika Pauliczenki, a sam Łukaszenka miał wyrazić zgodę na zamordowanie swoich przeciwników politycznych.
W 2019 roku rodzina Krasouskiego została poinformowana o zawieszeniu śledztwa w sprawie zaginięcia opozycjonisty.
W grudniu 2019 roku były funkcjonariusz białoruskiego Specjalnego Oddziału Szybkiego Reagowania Jurij Hareuski stwierdził, że za porwaniem i zamordowaniem Krasouskiego stał Specjalny Oddział Szybkiej Reakcji. Krasouski miał być zastrzelony przez dowódcę Oddziału Dzmitryja Pauliczenkę. Rozkaz miał być wydany ustnie.
Do dzisiaj nie odnaleziono ciała Krasouskiego. Zdaniem Jurija Hareuskiego ciała Hanczara i Krasouskiego ukryto na terenie poligonu Wałowszczyna.